# Садовая-Триумфальная улица
Садо́вая-Триумфа́льная у́лица — улица в Тверском районе Центрального административного округа Москвы, северо-западная составная часть Садового кольца, от Большой Садовой до Садовой-Каретной. Проходит между Триумфальной площадью и Малой Дмитровкой. Расположена в Тверском районе.

## Происхождение названия
Представляет собой часть Садового кольца; названа по старым Триумфальным воротам, которые располагались на пересечении Садовой и Тверской улиц.

## Описание
Садовая-Триумфальная располагается на северо-западе Садового кольца от Триумфальной площади до Садовой-Каретной улицы. Фактически же автомобильное движение осуществляется в тоннеле под Триумфальной площадью, поэтому транспорт от Большой Садовой выезжает сразу на Садовую-Триумфальную. С внутренней стороны к Садовой-Триумфальной примыкает Воротниковский переулок, а с внешней стороны параллельно Садовому кольцу проходит Оружейный переулок, отделённый от него Садово-Триумфальным сквером. За Малой Дмитровкой переходит в Садовую-Каретную.

## Примечательные здания и сооружения
Дома располагаются только по внутренней чётной стороне. Противоположная сторона относится к Оружейному переулку.
- № 2 — Доходный дом (1902, архитектор Н. Н. Сычков)
- № 4—10 — Жилой дом (1949, архитекторы З. М. Розенфельд, А. Д. Сурис)[2]. В 1970-х годах здесь жил поэт и переводчик А. А. Тарковский[3]. В 1950—2006 годах в доме жил выдающийся советский футболист и тренер Константин Иванович Бесков, о чем установлена мемориальная доска[4]. В доме размещается Строительное управление Министерства финансов РФ ФГУП.
- № 10/13, строение 1 — Губернская Земская управа (1897, 1902, архитектор Б. Н. Шнауберт)[2], сейчас — Комплексная школа высшего спортивного мастерства;
- № 12—20 — Три 17-этажных жилых дома, объединённые 2-этажным торговым корпусом (1972, архитектор А. Е. Аркин и др.[5][1]), ныне в торговом корпусе — издательский дом «Композитор» (в советское время здесь находилось издательство «Советский композитор»), магазин электроники, адвокатская контора;
  - № 12 (за корпусом магазинов) — Доходный дом Э. Канфель (1905, архитектор С. М. Гончаров; перестроен в 1911 году В. Е. Дубовским, при участии Л. Горенберга)[1][2].
  - № 12/14 (правый корпус) — в этом доме жил композитор Антонио Спадавеккиа[6].